# 아카데미 음악상

아카데미 음악상(Academy Award for Best Original Score)은 아카데미상의 부문 중 하나로, 그 해 공개된 영화에서 가장 뛰어난 영화 음악이 사용된 작품과 그 작곡자에게 주어지는 상이다. 1934년 제 7회 아카데미 시상식에서 마련됐다.

## 수상자 및 후보

### 1990년대
- 1990년: 《늑대와 춤을》 - 존 배리
- 1991년: 《미녀와 야수》 - 앨런 멘켄
- 1992년: 《알라딘》 - 앨런 멘켄
- 1998년:
  - 《인생은 아름다워》 - 니콜라 피오바니
  - 《셰익스피어 인 러브》 - 스티븐 워벡
- 1999년: 《레드 바이올린》 - 존 코릴리아노

### 2000년대
- 2000년: 《와호장룡》 - 탄둔
- 2001년: 《반지의 제왕: 반지 원정대》 - 하워드 쇼어
- 2002년: 《프리다》 - 엘리엇 골덴탈
- 2003년: 《반지의 제왕: 왕의 귀환》 - 하워드 쇼어
- 2004년: 《네버랜드를 찾아서》 - 얀 A. P. 카츠마레크
- 2005년: 《브로크백 마운틴》 - 구스타보 산타올라야
- 2006년: 《바벨》 - 구스타보 산타올라야
- 2007년: 《어톤먼트》 - 다리오 마리아넬리
- 2008년: 《슬럼독 밀리어네어》 - A. R. 라만
- 2009년: 《업》 - 마이클 자키노

### 2010년대
- 2010년: 《소셜 네트워크》 - 트렌트 레즈너, 애티커스 로스
- 2011년: 《아티스트》 - 루도빅 바우스
- 2012년: 《라이프 오브 파이》 - 마이클 대나
- 2013년: 《그래비티》 - 스티븐 프라이스
- 2014년: 《그랜드 부다페스트 호텔》 - 알렉상드르 데스플라
- 2015년: 《헤이트풀8》 - 엔니오 모리코네
- 2016년: 《라라랜드》 - 저스틴 허위츠
- 2017년: 《셰이프 오브 워터: 사랑의 모양》 - 알렉상드르 데스플라
- 2018년: 《블랙 팬서》 - 루드비그 예란손
- 2019년: 《조커》 - 힐뒤르 그뷔드나도티르

### 2020년대
- 2020/21년: 《소울》 - 트렌트 레즈너, 애티커스 로스, 존 배티스트
- 2021년: 《듄》 - 한스 치머
- 2022년: 《서부 전선 이상 없다》 - 하우슈카
- 2023년: 《오펜하이머》 - 루드비그 예란손

## 같이 보기
- 아카데미 주제가상